# Purple Heart (videogioco)
Purple Heart è un videogioco sparatutto a scorrimento pubblicato nel 1988 per Commodore 64 dall'editrice britannica CRL Group. Si controllano uno o due soldati a piedi in un'ambientazione militare moderna, nello stile di Ikari Warriors. Il titolo deriva dalla Purple Heart, onorificenza militare statunitense.

## Modalità di gioco
Purple Heart è per giocatore singolo o per due giocatori in cooperazione simultanea, che controllano rispettivamente i mercenari Cobra e Striker. I personaggi sono descritti in un'elaborata presentazione, ma in gioco sono equivalenti e sono entrambi a torso nudo con fascia in testa, differendo solo per il colore dei vestiti. L'azione è a scorrimento verticale verso l'alto oppure orizzontale verso destra o sinistra, a seconda delle zone.
I personaggi possono correre e sparare in tutte le otto direzioni. L'arma può essere cambiata raccogliendo i rifornimenti che si trovano a terra: fucile a canna liscia (spara una doppia scia di pallettoni), mitragliatrice (disponibile a inizio partita), lanciarazzi (crea una fiammata rotante nel punto in cui esplode) e lanciafiamme. Tutte le armi tranne il fucile hanno munizioni limitate, rappresentate da una barra che si accorcia, e quando si esauriscono si passa automaticamente al fucile. Si dispone di cinque vite e ogni volta che si viene colpiti se ne perde una, ma l'azione non viene interrotta e il personaggio continua senza una scena di morte.
Ci sono 6 livelli da affrontare, con ambientazioni differenti (accampamento nemico, giungla, città in rovina, paludi, nevi, molo) e nemici di aspetto differente. Gli avversari si muovono secondo percorsi predefiniti e i più comuni sono fanti, che possono sparare e lanciare granate e sono pericolosi anche al contatto. Si incontrano anche veicoli indistruttibili, tra cui velivoli che sganciano bombe. Ogni livello ha un boss finale che può essere una postazione o un mezzo con artiglieria. Dopo la sconfitta definitiva si può ricominciare la partita dal livello che era stato raggiunto.